# Wolharige mammoet

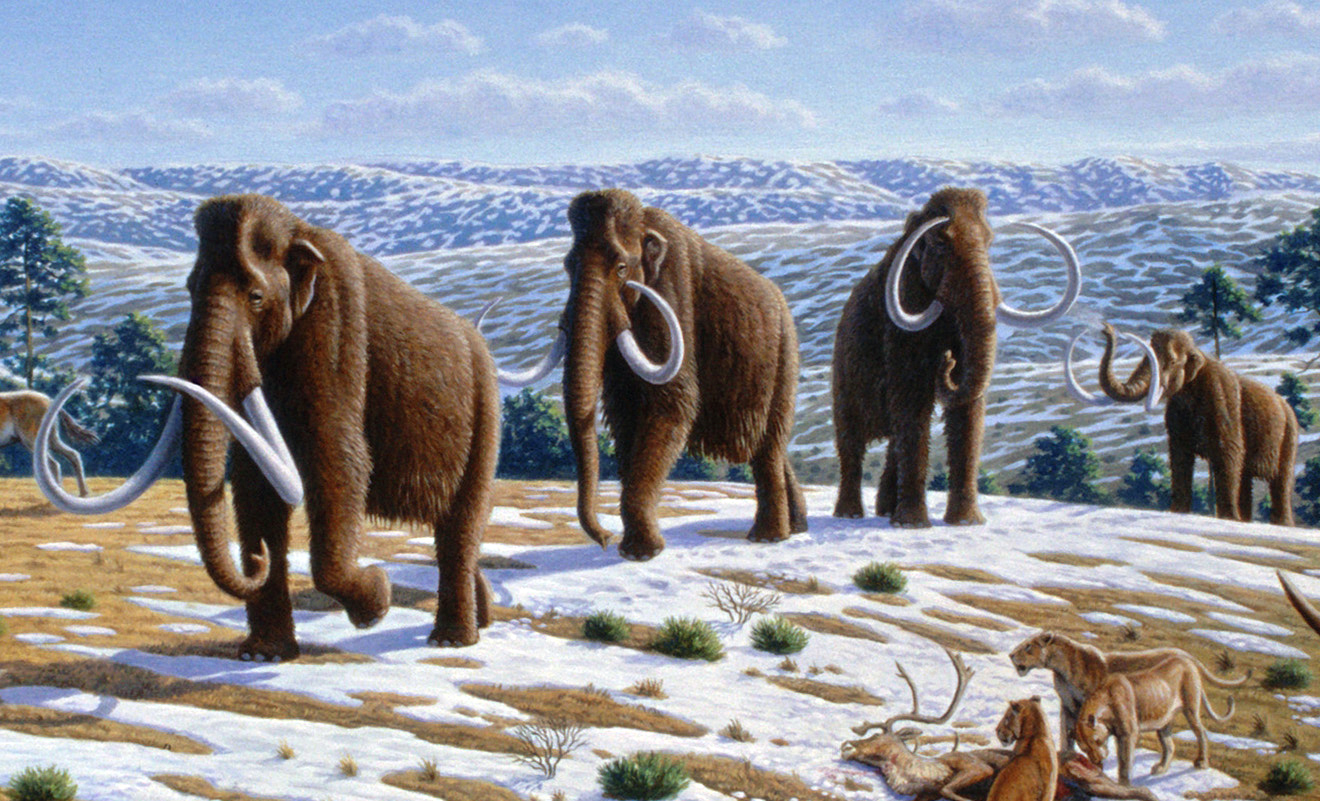
Reconstructie van de wolharige mammoet

De wolharige mammoet (Mammuthus primigenius) is een uitgestorven olifantensoort uit de familie van de mammoeten.
Deze soort is bekend van beenderen en bevroren karkassen. Overblijfselen zijn gevonden in Europa, Azië en  Noord-Amerika. De best bewaarde karkassen zijn als ijsmummie gevonden in Siberië. Van de fossiele mammoetvondsten in Nederland zijn die van de wolharige mammoet het meest talrijk.
Men neemt aan dat de wolharige mammoet afstamt van de steppemammoet (Mammuthus trogontherii). De vroegste overblijfselen van de wolharige mammoet zijn gevonden in afzettingen uit het Saalien, de op een na laatste ijstijd in Eurazië. De mammoet gaf zijn naam aan de mammoetsteppe, een bijzondere vorm van steppe die verspreid was over een groot deel van het noorden van Eurazië, van Midden-Europa tot Oost-Azië, maar ook in Noord-Amerika.
In 2008 toonde een studie van het mitochondriaal DNA uit verschillende mammoetharen aan dat er twee subgroepen (misschien twee verschillende soorten) waren van Mammuthus primigenius. Een groep zou in een klein gebied in het hoge noorden hebben geleefd, terwijl de andere groep over een veel groter gebied verspreid was.
Volgens een studie gepubliceerd in 2010 zou de soort zijn eigen uitwerpselen hebben gegeten.

## Beschrijving
De wolharige mammoet was circa 2,7 (vrouwtje) tot 3,4 (mannetje) meter hoog. Dit is ongeveer even groot als de huidige Afrikaanse olifant. Hij had een grote bult met vetreserves net achter de gebogen kop. Hij had ook dikke vetlagen die dienstdeden als isolatie. De dikke vacht bestond uit lange dikke haren die in kleur varieerden van blond en roodbruin naar donkerbruin tot zwart. Onder de dikke haren zat een laag met fijnere haren die isolerend werkten.

## Leefwijze en habitat
De soort at toendraplanten. Met zijn slagtanden kon hij de planten van onder de sneeuw en het ijs halen.
De soort was een bewoner van de mammoetsteppe, samen met onder meer wolharige neushoorn, holenleeuw, wilde paarden en muskusossen. Hij leefde in kuddes die geleid werden door het oudste vrouwtje. Mannetjes leefden solitair. In het paarseizoen vochten de mannelijke dieren met hun slagtanden om de vrouwtjes.
Het spenen van de jongen gebeurde waarschijnlijk in het 2e of 3e jaar, wat later is dan bij de moderne soorten.

## Verdwijning
De groep wolharige mammoeten die alleen in het hoge noorden leefde stierf waarschijnlijk 40.000 jaar geleden uit. De andere groep, met een veel breder leefgebied, hield het veel langer vol. Zij stierven uit aan het eind van het Pleistoceen (±10.000 jaar geleden). Toch overleefde op het eiland Wrangel in de Noordelijke IJszee een populatie tot ongeveer 1700 jaar voor het begin van onze jaartelling. Deze dieren hadden een schofthoogte tussen 180 en 230 cm. Dit werd gezien als bewijs voor het bestaan van dwergmammoeten, maar deze interpretatie werd in 1999 herzien.
Nieuw onderzoek naar de verplaatsingen van Laat Pleistocene en Holocene mammoeten op het eiland Wrangel geeft aanleiding voor ernstige twijfel aan de eerder gepubliceerde jonge ouderdommen. Dit onderzoek werd verricht met behulp van de verhouding tussen de strontium-isotopen 87Sr en 86Sr in het bioapatiet van mammoetskeletresten. De verhouding 87Sr/86Sr laat een significante verschuiving zien aan het begin van het Holoceen van 0,71218 ±0,00103 naar 0,71491 ±0,00138. De hogere isotoopverhouding in Midden-Holocene mammoeten wordt geïnterpreteerd als afkomstig te zijn uit neoproterozoïsche gesteenten die aanwezig zijn op het midden van het huidige eiland Wrangel. Dit betekent dat de van nature aanwezige strontiumverhouding in de apatiet verontreinigd is met oud strontium uit deze oude gesteenten. De conclusie van deze auteurs is dat geen sprake is van een Holocene ouderdom maar van een Laat-Pleistocene. Een andere conclusie is dat de dieren niet permanent op Wrangel aanwezig waren maar door de snelle stijging van de zeespiegel toevallig op het ontstane eiland geïsoleerd waren geraakt.

## Zie ook

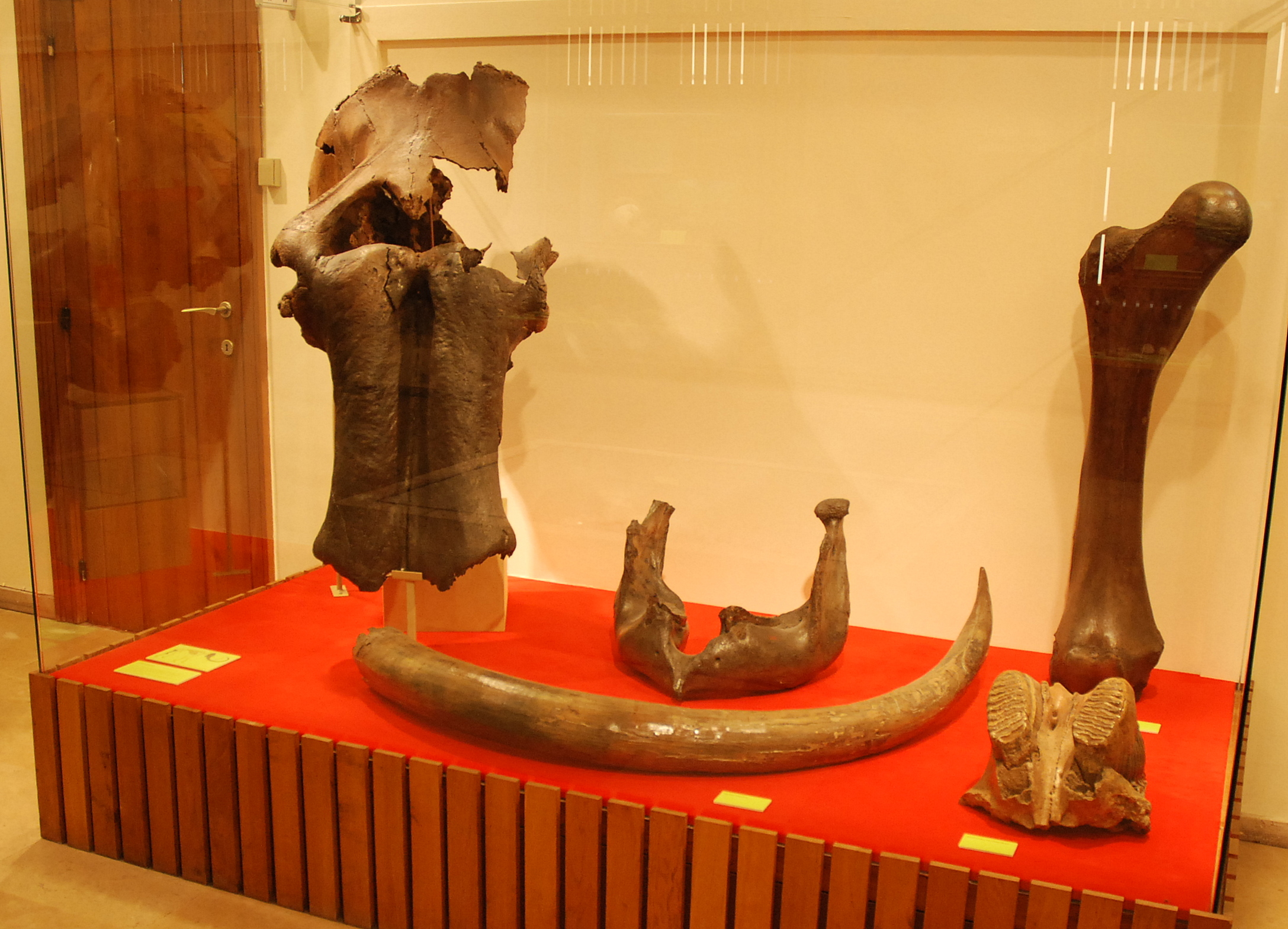
Fossielen van de wolharige mammoet in het museum De Wereld van Kina
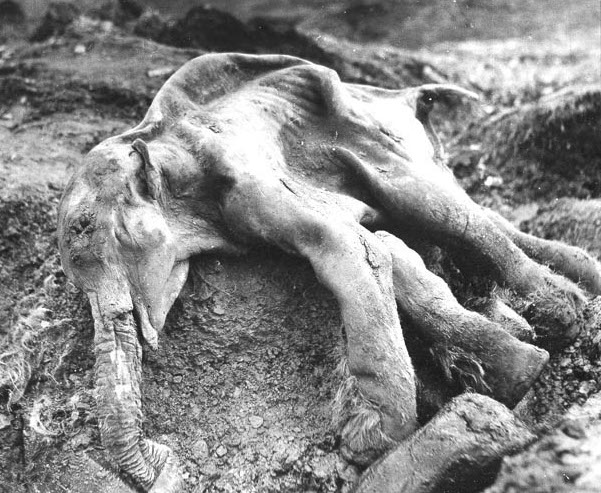
39.000 jaar oude ijsmummie van de 6-8 maanden oude Siberische wolharige mammoet 'Dima'